# あかりSTORY
『あかりSTORY』（あかりすとーりー）は、2009年4月7日から2012年3月13日までTVQ九州放送で放送されていた“灯り”をテーマとしたミニ紀行番組である。当初は九州電力の一社提供番組として開始された。

## 概要
2009年3月末まで九州電力（以下、九電）の一社提供番組として放送されていた『電化deシェフ』の後継番組としてスタート。
本番組では電気の「原点」に立ち返り、電力供給の最初の目的である「照明」にスポットを当て、九電の事業エリアである九州7県の様々な灯りを取り上げた。
番組は正味2分半で、『電化deシェフ』とは異なり、九電のCMは番組本編の後に放送された。
中期以降のナレーションを担当した立花麻理によると本番組は当初、全150回を予定していたが、2011年3月11日の東日本大震災発生を受け、同年3月15日の放送が休止、そのままお蔵入りとなったため、予定より1回少ない全149回をもって放送終了となったという。
震災発生後しばらくは、九電のCMの放送が自粛され、番組で放送されるCMはACジャパンによる公共広告に切り替えられた。その後は玄海原子力発電所を巡るやらせメール問題の発覚や原発の運転停止なども重なり、番組で九電のCMが表立って放送されることがなくなり、例外として冬季に節電を要請するスポットCMが放送される程度となった。その後、九電の放送における広告活動について、番組スポンサーの全面的な取り止め、スポットCM形式への移行が決定されたため、本番組も2012年3月13日をもって放送を終了した。

## ナレーション
- 義山望（当時TVQアナウンサー） - 2009年度
- 立花麻理（TVQアナウンサー） - 2010・2011年度